# Duarte Marivoet
Duarte Marivoet Scholiers (Lier, 2 februari 2005) is een Belgisch wielrenner.

## Carrière
Als junior reed Marivoet voor Team Auto Eder, een opleidingsploeg van BORA-hansgrohe. In zijn eerste jaar bij de ploeg won hij onder meer etappes in de Ronde van Cottbus en de Ronde van Vaud. Daarnaast werd hij nationaal kampioen tijdrijden en werd hij achtste in dezelfde discipline op het wereldkampioenschap. In zijn tweede jaar bij de ploeg prolongeerde hij zijn nationale tijdrittitel en maakte hij deel uit van de selectie die de openingsploegentijdrit van de Ronde van Valromey won.
In 2024, zijn eerste jaar als belofte, maakte Marivoet de overstap naar de opleidingsploeg van UAE Team Emirates. In februari 2025 behaalde hij zijn eerste profzege door de vijfde rit in de Ronde van Rwanda te winnen.

## Overwinningen
2022
3e etappe Ronde van Cottbus
Jongerenklassement Ronde van Cottbus
 Belgisch kampioen tijdrijden, Junioren
Proloog Ronde van Vaud
Jongerenklassement Ronde van Vaud
2023
 Belgisch kampioen tijdrijden, Junioren
1e etappe Ronde van Valromey (ploegentijdrit)
2025
Jongerenklassement Ronde van Sharjah
5e etappe Ronde van Rwanda

## Ploegen
- 2024 –  UAE Team Emirates Gen Z
- 2025 –  UAE Team Emirates Gen Z